# Euphyia brevipalpis
Euphyia brevipalpis là một loài bướm đêm trong họ Geometridae.